# 목도리투코투코
목도리투코투코(Ctenomys torquatus)는 투코투코과에 속하는 남아메리카 설치류의 일종이다. 브라질 남부와 우루과이 그리고 아르헨티나 북부에서 발견되며, 사바나 서식지에서 굴을 파고 땅 속에서 생활한다. 비교적 흔한 종으로 국제 자연 보전 연맹(IUCN)이 보전 등급을 "관심대상종"으로 지정하고 있다.

## 특징
목도리투코투코는 짧은 꼬리를 가진 설치류로 75mm 꼬리 길이를 포함하여 전체 몸길이는 약 250mm이다. 분포 지역과 같은 개체군 사이의 다른 종들에 따라 상당히 다양한 색을 띤다. 상체는 적갈색이 감도는 갈색부터 누르스름한 갈색까지 띨 수 있으며, 옆구리와 상체는 누르스름한 흰색을 띤다. 대부분의 종이 노란색이 감도는 흰색의 연한 목덜미를 갖고 있으며, 많은 종이 겨드랑이와 가타구니에 연한 색의 얼룩 반점을 갖고 있다. 꼬리는 위 아래 진한 갈색이다.

## 분포 및 서식지
목도리투코투코는 남부 브라질과 우루과이, 북부 아르헨티나의 토착종으로 엔트레리오스주와 코리엔테스주에서 발견된다. 일반적인 서식지는 바위가 없는 모래 토양의 고지대 건조 사바나 지역이다. 경작지에서는 서식하지 않는다.

## 생태
번식기 동안을 제외하고는 독거 생활을 한다. 보통 지표면 아래 50cm 이하에 굴을 파고 생활하며, 굴 길이는 수 미터에 이를 수 있다. 먹이를 저장하는 곳으로 측면 통로를 사용한다. 초식동물이며, 보통 먹을 수 있는 모든 식물을 먹는다. 낮에 먹이를 구하지만, 오히려 비밀스럽고 먹이를 구하기 위해 굴 밖으로 나올 때 굴 입구에서 잠시 나타난다. 일 년에 한 번, 6월과 10월 사이에 번식을 한다. 임신 기간은 약 105일이고 한 번에 두 세 마리의 새끼를 땅 아래에서 낳는다.

## 보전 상태
목도리투코투코는 넓은 분포 지역을 가지고 있으며, 대형 개체군을 갖는 것으로 추정된다. 브라질에서 경작지 증가, 소나무와 유칼립투스 농장, 노천 광산 채굴을 위한 서식지 침범 때문에 위협을 받고 있다. 다른 특별한 위협 요인이 없기 때문에 국제 자연 보전 연맹(IUCN)이 보전 등급을 "관심대상종"으로 지정하고 있다.